# Rise Up (пісня Freaky Fortune)
«Rise Up» (укр. «Піднімайся») — пісня грецьких виконавців Freaky Fortune і RiskyKidd, з якою вони представили Грецію на пісенному конкурсі Євробачення 2014 у Копенгагені, Данія. У фіналі конкурсу пісня набрала 35 балів і посіла 20 місце.

## Позиція в чартах
| Чарт (2014)        | Пікова позиція |
| ------------------ | -------------- |
| Греція (Billboard) | 4              |